# 新・世界七不思議 自然版
新・世界七不思議 自然版（しん・せかいななふしぎ しぜんばん、英：New7Wonders of Nature）は、新世界七不思議財団（New7Wonders Foundation）が主宰し、全世界からの投票により選んだ7つの自然景観である。新・世界七不思議 自然部門、世界7大自然景観、世界7大自然奇観、世界7大奇観等とも呼ばれる。
ネットでの投票は1度きりだが、有料の電話投票や、有料の文書投票だと1人で何回でも投票できるシステムになっており、公平性もなく、国際的な詐欺ではないかとも疑われている。

## 概要
カナダ系スイス人ベルナルド・ウェーバー（Bernard Weber）が設立した新世界七不思議財団は、2007年に新・世界七不思議を発表するとともに、第2弾として新・世界七不思議 自然版の選定を開始した。440の候補地が77に絞られた後、2009年7月21日には28箇所の最終候補が選定された。そして投票は2011年11月11日に締め切られ、第1次集計に基づく暫定選考結果が公表された。最終的な選考結果は集計を確認した後に確定するとされており、2012年3月現在、7件のうち3件について選考結果が確定しているが、残り4件については集計を確認中である。
なお、新・世界七不思議 自然版は、国際連合教育科学文化機関（ユネスコ）が登録する世界遺産（自然遺産）とはまったく無関係である。ユネスコは、第1弾の新・世界七不思議が選定された際に、世界遺産とは異なる基準と目的に基づいて行われたものであり、ユネスコとは相容れないと批判している。

## 投票
新世界七不思議財団の公式サイト又はFacebook経由でのオンライン投票と、国際電話又は国際・国内ショートメッセージサービス（SMS）での投票が可能であった。公式サイトでの投票の場合、有料（2ドル）で投票証明（pdfファイル）の発行を受けることができた。
公式サイトでのオンライン投票は電子メールアドレスを記入する必要があるため、メールアドレス毎に1回のみ可能であるが、SMSや電話での投票は無制限に行うことが可能であった。
財団では、投票数は新・世界七不思議の数倍に達したとしている。ただし、正確な投票数は暫定選定結果の確認終了後に公表するとしており、現在のところ不明である。

## 選定された7件

### 選定結果が確定したもの
ヴィクトリアの滝
エベレスト
オーロラ
グランドキャニオン
グレートバリアリーフ
パリクティン火山
リオデジャネイロの港
※正式な候補は一致していない
| 名称                         | 所在地                  |  |
| ---------------------------- | ----------------------- |  |
| イグアスの滝                 | アルゼンチン · ブラジル |  |
| 済州島                       | 韓国                    |  |
| プエルト・プリンセサ地底河川 | フィリピン              |  |

### 暫定的選定結果を確認中のもの
| 名称               | 所在地 |  |
| ------------------ | --- |  |
| アマゾン           | ボリビア · ブラジル · コロンビア · エクアドル · フランス（仏領ギアナ） · ガイアナ · ペルー · スリナム · ベネズエラ |  |
| ハロン湾           | ベトナム |  |
| コモド島           | インドネシア |  |
| テーブルマウンテン | 南アフリカ |  |

## 批判

### 韓国
韓国では済州島が選定されることを目指して、国家的な運動が展開されたが、批判も起こっている。
2010 年末に鄭雲燦元首相を委員長とする済州世界7大自然景観選定汎国民推進委員会が結成された。2011年3月23日には、青瓦台（大統領府）で金潤玉大統領夫人を名誉委員長に推戴する行事を開き、李明博大統領も一票を加えた。国会も支持決議案を採択した。禹瑾敏 （ko:우근민）済州特別自治道知事は、通信料を道庁が全額負担して、公務員に電話投票させた。また、コ・ドゥシム （ko:고두심）、キム・テヒら芸能人が広報大使となった。パク・ウネ、キム・ヒョンジョン (歌手)、JYJも広報大使となっている。
韓国観光公社は、2011年11月7日から10日までロンドンで開催された「ワールド・トラベル・マーケット（WTM）2011」で新・世界七不思議 自然版選定のための広報活動を展開した。
文化放送（MBC）は、看板ニュース番組の「ニュースデスク」で「済州世界7大自然景観選定」の宣伝を行い、発表の3-4日前からは背景に字幕で「D-3」（あと3日）、「D-2」、「D-1」などと持続的に出し、済州島が新・世界七不思議 自然版に選定された12日には「ニュースデスク」のトップニュースで伝えた。
済州島が選ばれたことに対して、池田大作は、「名誉済州島民として、済州島が世界7大自然景観に選ばれたことは、これ以上の喜びはない」と祝賀メッセージを済州道に送った。
韓国放送公社（KBS）は、テレビ番組「追跡60分」で、重複投票が許され、済州島の得票の多くが公務員らの電話投票によるものだったことや、候補地の得票数が公開されていないことを批判した。番組によると、財団はインドネシアに新・世界七不思議 自然版の発表式の開催費用を要求したことがあり、済州島も同様の可能性があるとした。また、番組の取材陣がスイスの財団本部を訪ねてみると、そこは財団創設者の母が運営する博物館だった。現地では財団を知る人もなく、ドイツにあるという事務所も存在しなかった。
済州道は、新・世界七不思議 自然版の投票のために211億ウォン（約15億円）もの行政電話代を使ったことが明らかになっている。電話料金を1回100ウォンとすれば、公務員が行政電話で国際電話を2億回以上もかけたことになる。済州道はKTと協議し、電話料金を1回1,200ウォンから100ウォンまで下げていた。

### インドネシア
地元紙「The Jakarta Globe」の報道によると、インドネシアは2010年に新・世界七不思議 自然版の発表式典の開催地に選ばれていたが、政府はライセンス料として1,000万ドル、式典の開催費用として3,500万ドルの支払いを求められたとされる。インドネシアの文化観光大臣は、財団の行為をプロフェッショナルでなく、一貫性も透明性もないと批判し、コモド島を選考から撤退させると表明した。ただし、財団はコモド島を候補に残し、最終的に七不思議に選定されている。
また、「アルジャジーラ」は、インドネシアの文化観光副大臣の発言として、発表式典の費用として3,500万ドルを負担しないと、コモド島を選考から落とすとの脅迫を財団から受けたと報じている。

### モルディブ
モルディブ諸島は28の最終候補のひとつに選ばれていたが、モルディブの観光芸術文化省と政府観光局は、当初は199ドルの参加料を求められただけだったが、後に以下のような高額な費用負担を求められたとして、選考からの撤退を表明した。
- プラチナ・スポンサー・ライセンス料：35万ドル
- ゴールド・スポンサー・ライセンス料（2件）：各21万ドル
- 「世界ツアー」のスポンサー料
- 国内電話会社の参加ライセンス料：100万ドル（後に50万ドルに割引）
- 航空会社のロゴ使用料：100万ドル

また、モルディブは、順位付けに一貫性がなく、どのように算定されているかについての詳細な情報や透明性もないとも指摘している。